# B12 (singolo)
B12 è un singolo del gruppo musicale statunitense Grey Daze, pubblicato il 12 giugno 2020 come quinto estratto dal primo album di remix Amends.

## Descrizione
Il brano affonda le proprie origini nel 1997, quando fu realizzata una prima versione per il secondo album ...No Sun Today. In occasione della registrazione di Amends, i Grey Daze hanno rivisitato completamente la parte musicale avvalendosi della collaborazione di James "Munky" Shaffer e Brian "Head" Welch, chitarristi dei Korn.

## Video musicale
Il video è stato presentato in anteprima attraverso il festival virtuale Download TV, fondato dal Download Festival, e mostra scene dei Grey Daze eseguire il brano in una stanza illuminata da immagini di Bennington e e da immagini tratte dalla copertina di Amends con altre in cui viene mostrato il processo di registrazione del brano stesso con Shaffer e Welch.

## Tracce
Testi di Chester Bennington e Sean Dowdell, musiche di Chester Bennington, Sean Dowdell, Mace Beyers e Bobby Benish.
Download digitale – 1ª versione
1. B12 – 3:33

Download digitale – 2ª versione
1. B12_Demo.1997.aiff – 2:33
2. B12 – 3:33

## Formazione
Gruppo
- Chester Bennington – voce
- Sean Dowdell – batteria, cori
- Mace Beyers – basso
- Cristin Davis – chitarra

Altri musicisti
- Brian "Head" Welch – chitarra aggiuntiva
- James "Munky" Shaffer – chitarra aggiuntiva

Produzione
- Alex Aldi – produzione
- Grey Daze – coproduzione
- Jay Baumgardner – produzione esecutiva, missaggio
- Kyle Hoffman – registrazione
- Adam Schoeller – assistenza alla registrazione
- Andrea Roberts – assistenza al missaggio
- Ted Jensen – mastering

## Classifiche
| Classifica (2020)             | Posizione massima |
| ----------------------------- | ----------------- |
| Stati Uniti (mainstream rock) | 29                |

## Date di pubblicazione
| Paese                 | Data di pubblicazione | Formato           |
| --------------------- | --------------------- | ----------------- |
| Mondo                 | 12 giugno 2020        | Download digitale |
| Stati Uniti d'America | 11 agosto 2020        | Airplay           |